# Lý Nhị
Lý Nhị (chữ Hán: 李珥; 1536 – 1584), tên hiệu là Lật Cốc (栗谷, 율곡, Yulgok), tên tự là Thúc Hiến (叔獻, 숙헌) là một trong hai Nho gia lỗi lạc nhất của nhà Triều Tiên, bên cạnh sư phụ của ông là Lý Hoảng.
Lý Nhị là con trai thứ ba của Lý Nguyên Tú và Thân Sư Nhâm Đường, ông sinh ngày 26 tháng 12 tại Giang Lăng. Cha ông là một viên quan hàm Tứ phẩm, mẹ ông - Thân Sư Nhâm Đường - là một nữ sĩ tài danh. Từ nhỏ, ông được mẹ dạy dỗ. Ông còn giao tiếp với nhiều học giả là bạn bè và đồng chí của cha mẹ. Khi mới 13 tuổi, ông đã thi đậu tiến sĩ. Ông 9 lần dự thi và đều đỗ đầu, vì thế thiên hạ gọi ông là Cửu độ trạng nguyên công.
Ông từng được quốc vương Triều Tiên bổ nhiệm các chức trong bộ Hộ, bộ Lễ, từng được phái đi sứ sang Đại Minh.
Hình của ông được in trên tờ bạc 5000 Won của Hàn Quốc. Trong hệ thống bài quyền Taekwondo hệ phái ITF có một bài quyền được gọi là Yulgok hyong - đặt theo tên hiệu của Lý Nhị.

## Liên kết
- Yulgok Academy
- Ojukheon & Gangneung Municipal Museum Lưu trữ ngày 22 tháng 7 năm 2011 tại Wayback Machine
- Yulgok and the Logic of Li and Qi
- Selected bibliography